# ليزلي والر
ليزلي والر (بالإنجليزية: Leslie Waller)‏ (1 أبريل 1923، شيكاغو في الولايات المتحدة - 29 مارس 2007، روتشستر في الولايات المتحدة)؛ كاتب وروائي أمريكي. درس في جامعة شيكاغو.

## روابط خارجية
- ليزلي والر على موقع IMDb (الإنجليزية)
- ليزلي والر على موقع قاعدة بيانات الفيلم (الإنجليزية)